# 资源消耗税
资源税是中国为了改变国有自然资源无偿使用的弊端，运用税收杠杆促进国有资源合理开采，节约使用，有效配置，并合理调节级差收入，征收的一种税。1984年9月国务院颁发了《中华人民共和国资源税条例（草案）》，同年9月中华人民共和国财政部发布了《资源税若干问题的规定》，与其配套实施。

## 主要内容
1. 在中国境内从事原油、天然气、煤炭、金属矿产品和其他非金属矿产品资源开发的单位和个人，为资源税的纳税义务人，均应依照条例的规定缴纳资源税。
2. 考虑到当时由于矿产品价格等因素造成很多采掘企业微利和亏损等原因，加之资源税征收经验不足等因素，对金属矿产品和其他非金属矿产品暂缓征收。直到1992年才对金属矿产品中比较有代表性的矿种铁矿石开征了资源税。
3. 采用超额累进税率征收的办法，应税产品销售利润率越高，税率越高。1986年下半年改收为从量定额征收。
4. 资源税的纳税地点规定在核算盈亏的企业所在地。矿务局内部以矿、场核算盈亏的，在矿场所在地纳税；矿务局统一核算盈亏的，在矿务局所在地纳税。